# جزيرة كوبرور
جزيرة كوبرور هي واحدة من الجزر الأربع الرئيسية في جزر آرو في بحر آرافورا. مساحتها 1723 كيلومتراً مربعاً. وتقع ضمن مقاطعة مالوكو بإندونيسيا. الجزر الرئيسية الأخرى في الأرخبيل هي جزر كولا وووكام وميكور وترانيغان.